# Rupa, Sovodnje
Rupa (italijansko Rupa) je vas, ki se nahaja  v občini Sovodnje ob Soči v Goriški pokrajini v Furlaniji - Julijski krajini, skoraj izključno prebivalci slovenske narodnosti. Leži 2,1 km od središča občine v Sovodnjah. Vas se nahaja v obmejnem pasu in meji na Miren na slovenski strani in sicer 3 km severozahodno od vrha Cerje na Krasu.
V kraju je Osnovna šola Ivana Preglja v Rupi. V vasi je bila ustanovljena samostojna župnija s Cerkvijo sv. Marka Evangelista z dekretom ordinarija goriške nadškofije 24. februarja 1953. Pod župnijo je spadala sosednja vas Peč. Civilna oblast je novo župnijo priznala 20. oktobra 1954.

### Društva
V Rupi delujejo društva:
- Prosvetno društvo Rupa-Peč,

Poleg društev pa tu delujejo naslednji zbori:
- Mešani pevski zbor Rupa-Peč,
- Župnijski pevski zbor Rupa

## Ljudje, povezani s krajem

### Rojeni v Rupi
- Andrej Jakil, slovenski poslovnež in industrialec, (1848-1910)
- Andrej Kosic, umetnik, vitražist,
- Lojzka Bratuž, slovenska literarna zgodovinarka in kulturna delavka